# Campeonato Mundial de Rugby M19
El Campeonato Mundial M19 fue una competición de rugby para selecciones nacionales que se disputó desde 1969 hasta 2007.
Entre 1969 y 1991 fue organizada por FIRA, de 1992 hasta 2003 de manera conjunta entre FIRA y IRB, y desde 2004 hasta 2007 solamente por la IRB.

## Campeonatos

### FIRA U19 World Cup
| Edición | Año  | Sede         | Campeón   | 2º puesto       | 3º puesto       |
| ------- | ---- | ------------ | --------- | --------------- | --------------- |
| I       | 1969 | España       | Francia   | Marruecos       | Rumania         |
| II      | 1970 | Francia      | Francia   | España          | Italia          |
| III     | 1971 | Marruecos    | Francia   | Italia          | Rumania         |
| IV      | 1972 | Italia       | Rumania   | España          | Francia         |
| V       | 1973 | Rumania      | Rumania   | Francia         | España          |
| VI      | 1974 | Alemania     | Francia   | Rumania         | España          |
| VII     | 1975 | España       | Francia   | Rumania         | España          |
| VIII    | 1976 | Francia      | Francia   | Rumania         | España          |
| IX      | 1977 | Países Bajos | Francia   | Italia          | Portugal        |
| X       | 1978 | Italia       | Francia   | Italia          | Unión Soviética |
| XI      | 1979 | Portugal     | Francia   | Unión Soviética | Italia          |
| XII     | 1980 | Túnez        | Francia   | Italia          | España          |
| XIII    | 1981 | España       | Francia   | España          | Italia          |
| XIV     | 1982 | Suiza        | Francia   | Italia          | España          |
| XV      | 1983 | Marruecos    | Francia   | Italia          | España          |
| XVI     | 1984 | Polonia      | Italia    | Francia         | España          |
| XVII    | 1985 | Bélgica      | Francia   | Italia          | Rumania         |
| XVIII   | 1986 | Rumania      | Francia   | Italia          | Rumania         |
| XIX     | 1987 | Alemania     | Argentina | Francia         | Unión Soviética |
| XX      | 1988 | Yugoslavia   | Francia   | Unión Soviética | Italia          |
| XXI     | 1989 | Portugal     | Argentina | Unión Soviética | Francia         |
| XXII    | 1990 | Italia       | Argentina | Francia         | Italia          |
| XXIII   | 1991 | Francia      | Argentina | Francia         | Italia          |

### IRB - FIRA U19 World Cup
| Edición | Año  | Sede      | Campeón       | 2º puesto     | 3º puesto     |
| ------- | ---- | --------- | ------------- | ------------- | ------------- |
| XXIV    | 1992 | España    | Francia       | Argentina     | Italia        |
| XXV     | 1993 | Francia   | Argentina     | Francia       | Italia        |
| XXVI    | 1994 | Francia   | Sudáfrica     | Italia        | Francia       |
| XXVII   | 1995 | Rumania   | Francia       | Argentina     | Sudáfrica     |
| XXVIII  | 1996 | Italia    | Argentina     | Gales         | Rumania       |
| XXIX    | 1997 | Argentina | Argentina     | Francia       | Gales         |
| XXX     | 1998 | Francia   | Irlanda       | Francia       | Argentina     |
| XXXI    | 1999 | Gales     | Nueva Zelanda | Gales         | Sudáfrica     |
| XXXII   | 2000 | Francia   | Francia       | Australia     | Nueva Zelanda |
| XXXIII  | 2001 | Chile     | Nueva Zelanda | Francia       | Australia     |
| XXXIV   | 2002 | Italia    | Nueva Zelanda | Francia       | Sudáfrica     |
| XXXV    | 2003 | Francia   | Sudáfrica     | Nueva Zelanda | Francia       |

### IRB U19 Rugby World Cup
| Edición | Año  | Sede      | Campeón       | 2º puesto     | 3º puesto  |
| ------- | ---- | --------- | ------------- | ------------- | ---------- |
| XXXVI   | 2004 | Sudáfrica | Nueva Zelanda | Francia       | Sudáfrica  |
| XXXVII  | 2005 | Sudáfrica | Sudáfrica     | Nueva Zelanda | Australia  |
| XXXVIII | 2006 | EAU       | Australia     | Nueva Zelanda | Inglaterra |
| XXXIX   | 2007 | Irlanda   | Nueva Zelanda | Sudáfrica     | Australia  |

## Posiciones
- Número de veces que las selecciones ocuparon las tres primeras posiciones en todas las ediciones.

| Equipo          | Campeón | Subcampeón | 3° puesto |
| --------------- | ------- | ---------- | --------- |
| Francia         | 19      | 11         | 4         |
| Argentina       | 7       | 2          | 1         |
| Nueva Zelanda   | 5       | 3          | 1         |
| Sudáfrica       | 3       | 1          | 4         |
| Rumania         | 2       | 3          | 5         |
| Italia          | 1       | 9          | 8         |
| Australia       | 1       | 1          | 3         |
| Irlanda         | 1       |            |           |
| España          |         | 3          | 8         |
| Unión Soviética |         | 3          | 2         |
| Gales           |         | 2          | 1         |
| Marruecos       |         | 1          |           |
| Inglaterra      |         |            | 1         |
| Portugal        |         |            | 1         |